# Verzuimfrequentie
De verzuimfrequentie is het gemiddeld aantal ziekmeldingen per werknemer over een periode. De verzuimfrequentie wordt berekend door het aantal ziekmeldingen in een periode te delen door het totaal aantal werknemers.
Voorbeeld: Een bedrijf heeft 100 werknemers en er zijn in een jaar 150 ziekmeldingen geweest dan is de verzuimfrequentie 150/100 = 1,5 per jaar.
Bij sterk wisselende aantallen werknemers is het handiger om de cijfers per maand of kwartaal uit te rekenen.
Er wordt geen verschil gemaakt tussen parttimers en fulltimers. Immers een ziekmelding is een ziekmelding.
Verzuimfrequentie wordt ook wel meldingsfrequentie genoemd.